# Supergabber
Supergabber  is een single van de Nederlandse muziekgroep Hakkûhbar uit 1997. Het was in hetzelfde jaar als zestiende track op het album Vet heftig te vinden.
Het is de tweede single van de muziekgroep, welke eerder groot succes had met het nummer Gabbertje. De B-kant van de single is Vet heftig, welke het tweede nummer van het gelijknamige album was. 

## Achtergrond
Het lied werd gezongen door Bob Fosko. Het refrein is grotendeels gebaseerd op de versie van de muziek van de erotische dans cancan van de componist Jacques Offenbach uit de opéra bouffe Orphée aux Enfers.

## Hitnoteringen
Het kwam tot de derde plaats van de Mega Top 100 en stond in totaal veertien weken in deze hitlijst. In de Nederlandse Top 40 piekte het eveneens op de derde plaats en was het negen weken in deze hitlijst te vinden. 